# Danny McNamara (futbolista)
Danny John McNamara (27 de diciembre de 1998) es un futbolista profesional irlandés que juega como defensa en la EFL Championship para el Millwall.

## Carrera de jugador

### Millwall
McNamara empezó su carrera deportiva como jugador juvenil en el Millwall, firmando su primer contrato profesional con el club en julio de 2017.
Su retorno en Millwall fue en enero de 2021, McNamara hizo su debut para el club el 9 de enero de 2021 en una victoria de FA Cup sobre el Boreham Wood e hizo su debut enliga tres días después en un empató por 1-1 contra el AFC Bournemouth.

#### Período de cesión
McNamara fue cedido en varias ocasiones durante la temporada 2018-19, tiempo en el que pasó por varios equipos, como el Welling United, Dover Athletic y Havant & Waterlooville. A su regreso en mayo de 2019, McNamara firmó un nuevo contrato de un año con Millwall con una opción para un año más.
El 31 de julio de 2019, McNamara llegó a la League Two para jugar con el Newport County en una cesión de una temporada. El 3 de agosto de 2019,  hizo su debut en la liga para Newport, siendo titular en el empate por 2_2 contra el Mansfield Town en el día de apertura de la temporada 2019-20. El 6 de enero de 2020, Millwall finalizó el préstamo de McNamara en Newport.
El 14 de julio de 2020, McNamara y su amigo Isaac Olaofe se unieron a la Scottish Premiership para jugar con el St Johnstone en una cesión de una temporada. El 4 de enero de 2021, McNamara fue recuperado por el Millwall, para ser sustituido por su compañero James Brown que fue cedido al St Johnstone.

## Internacional
El 28 de agosto de 2019, McNamara fue convocado por la selección sub-21 de la República de Irlanda. Cualificado por las raíces de sus abuelos de Leitrim.

## Estadística de carrera
*Actualizado por última vez el 12 de enero de 2021
| Club                            | Temporada     | Liga                  | Liga     | Liga  | National Cup | National Cup | League Cup | League Cup | Otros    | Otros | Total    | Total |
| Club                            | Temporada     | División              | Partidos | Goles | Partidos     | Goles        | Partidos   | Goles      | Partidos | Goles | Partidos | Goals |
| ------------------------------- | ------------- | --------------------- | -------- | ----- | ------------ | ------------ | ---------- | ---------- | -------- | ----- | -------- | ----- |
| Millwall                        | 2018–19       | Championship          | 0        | 0     | 0            | 0            | 0          | 0          | 0        | 0     | 0        | 0     |
| Millwall                        | 2019–20       | Championship          | 0        | 0     | 0            | 0            | 0          | 0          | 0        | 0     | 0        | 0     |
| Millwall                        | 2020–21       | Championship          | 1        | 0     | 1            | 0            | 0          | 0          | 0        | 0     | 2        | 0     |
| Millwall                        | Total         | Total                 | 1        | 0     | 1            | 0            | 0          | 0          | 0        | 0     | 2        | 0     |
| Welling United (cesión)         | 2018–19       | National League South | 9        | 0     | 0            | 0            | 0          | 0          | 0        | 0     | 9        | 0     |
| Dover Athletic (cesión)         | 2018–19       | National League       | 8        | 1     | 0            | 0            | 0          | 0          | 0        | 0     | 8        | 1     |
| Havant & Waterlooville (cesión) | 2018–19       | National League       | 4        | 1     | 0            | 0            | 0          | 0          | 0        | 0     | 4        | 1     |
| Newport County (cesión)         | 2019–20       | League Two            | 21       | 0     | 0            | 0            | 1          | 0          | 1        | 0     | 23       | 0     |
| St Johnstone (cesión)           | 2020–21       | Scottish Premiership  | 22       | 1     | 0            | 0            | 0          | 0          | 0        | 0     | 22       | 1     |
| Total carrera                   | Total carrera | Total carrera         | 65       | 3     | 1            | 0            | 1          | 0          | 1        | 0     | 68       | 3     |